# Niels van Wetten
Niels van Wetten (Noordwijkerhout, 25 januari 1999) is een Nederlands voetballer die als middenvelder voor VVSB speelt.

## Carrière
Niels van Wetten speelde twee jaar in de jeugd van VVSB en daarna volgen hij de gehele jeugdopleiding van Feyenoord. In 2018 maakte hij de overstap naar Jong ADO Den Haag, wat in 2019 toetrad tot de voetbalpiramide. Zodoende speelde Van Wetten als aanvoerder gedurende het seizoen 2019/20 in de Derde divisie Zondag. In 2020 vertrok hij na een proefperiode transfervrij naar Telstar, waar hij op 20 augustus 2020 zijn debuut in het betaald voetbal maakte in de met 2-2 gelijkgespeelde thuiswedstrijd tegen FC Volendam. Hij kwam in de 84e minuut in het veld voor Welat Cagro. Zijn basis debuut maakte hij op 11 december 2020 tegen Almere City.

### Statistieken
| Seizoen                   | Club              | Land           | Competitie         | Competitie | Competitie | Beker | Beker | Totaal | Totaal |
| Seizoen                   | Club              | Land           | Competitie         | Wed.       | Dlp.       | Wed.  | Dlp.  | Wed.   | Dlp.   |
| ------------------------- | ----------------- | -------------- | ------------------ | ---------- | ---------- | ----- | ----- | ------ | ------ |
| 2019/20                   | Jong ADO Den Haag | Nederland      | Derde divisie Zon. | 20         | 4          | –     | –     | 20     | 4      |
| 2020/21                   | Telstar           | Nederland      | Eerste divisie     | 8          | 1          | 0     | 0     | 8      | 1      |
| 2021/22                   | Telstar           | Nederland      | Eerste divisie     | 9          | 0          | 1     | 0     | 10     | 0      |
| 2022/23                   | Telstar           | Nederland      | Eerste divisie     | 2          | 0          | 0     | 0     | 2      | 0      |
| 2023                      | Oskarshamns AIK   | Zweden         | Ettan Södra        | 11         | 0          | 0     | 0     | 11     | 0      |
| 2023/24                   | VV Katwijk        | Nederland      | Tweede divisie     | 9          | 0          | 0     | 0     | 6      | 0      |
| Carrièretotaal            | Carrièretotaal    | Carrièretotaal | Carrièretotaal     | 56         | 5          | 1     | 0     | 57     | 5      |
| Bijgewerkt op 21 mei 2024 |                   |                |                    |            |            |       |       |        |        |